# هاري فيرث
هاري فيرث (بالإنجليزية: Harry Firth) هو سائق سباق أسترالي، ولد في 1918 في أربست في أستراليا، وتوفي في 27 أبريل 2014 في ملبورن في أستراليا.

## وصلات خارجية
- الموقع الرسمي